# Němci
Němci (německy Deutsche) jsou germánská etnická skupina původně žijící ve střední Evropě, obývající především území Německa, které je jím obýváno téměř výlučně. Sdílejí společný německý původ, kulturu, historii a hovoří různými dialekty němčiny jako svým mateřským jazykem. České (slovanské) jméno Němci bylo buď odvozeno od adjektiva němý, jelikož němčina je jazyk s češtinou vzájemně nesrozumitelný, nebo od kmene Nemetů (odvozené od keltského kořene "nemeto-") podobně jako francouzský výraz Allemagne podle kmene Alemanů.
Do roku 1945 se k Němcům většinou počítali i německy hovořící obyvatelé Rakouska, kteří se však od té doby považují za samostatný rakouský národ. Německá menšina dále žije především na jihu Dánska a v Horním Slezsku. Německého původu je také většina obyvatel dnes francouzského Alsaska, německy hovořící obyvatelé Švýcarska a Jižního Tyrolska. Odhadovaný počet Němců je mezi 75 a 160 miliony, z toho 75 milionů obyvatel Německa, zbytek, asi 80 mil. je odhad počtu lidí po celém světě (hlavně v USA, Brazílii, Argentině, Chile, Francii a Kanadě), kteří se hlásí k německému původu.
Od 12. století do konce druhé světové války byly Němci (čeští Němci) osídleny pohraniční oblasti českých zemí, tzv. Sudety (Sudetští Němci), a mnohá další města, kde vytvářeli německé jazykové ostrovy (Praha, Brno, Jihlava, Olomouc). V první polovině 20. století tvořili Němci v Českých zemích přibližně třetinu obyvatelstva. Po válce byli z Československa téměř všichni vysídleni.
Němci osidlovali také mnohá východní území. Na Slovensku se nazývají Karpatští Němci.

## Osobnosti

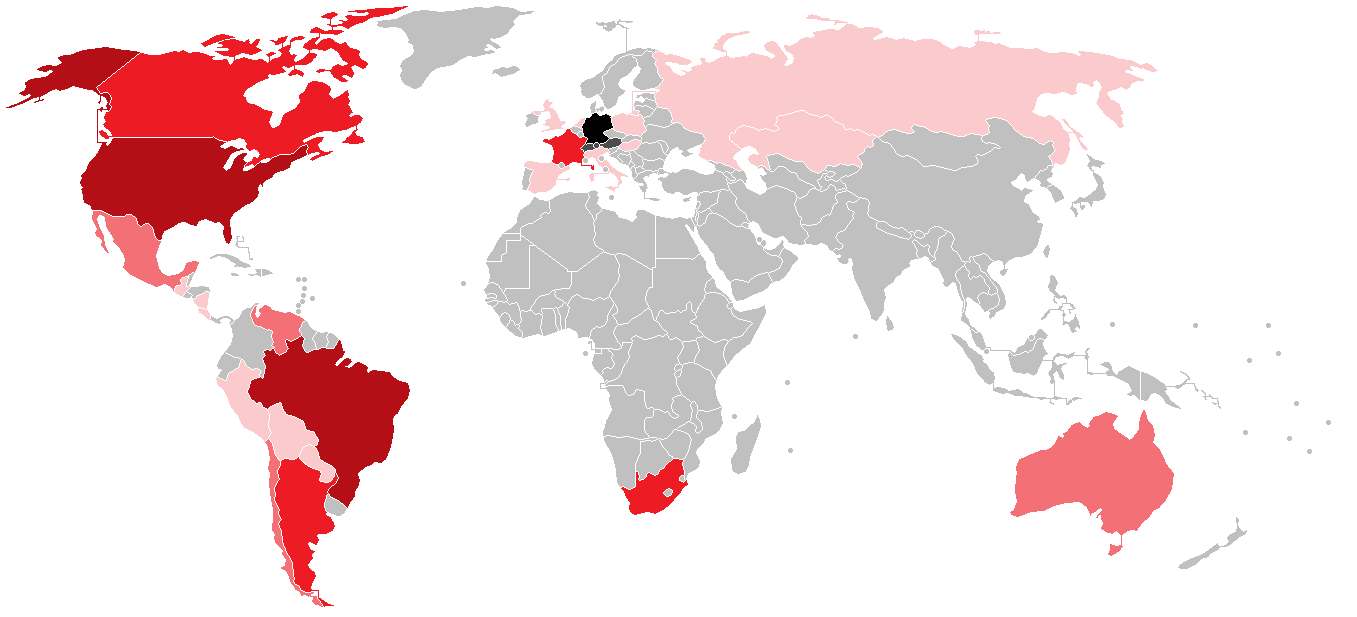
Německá diaspora

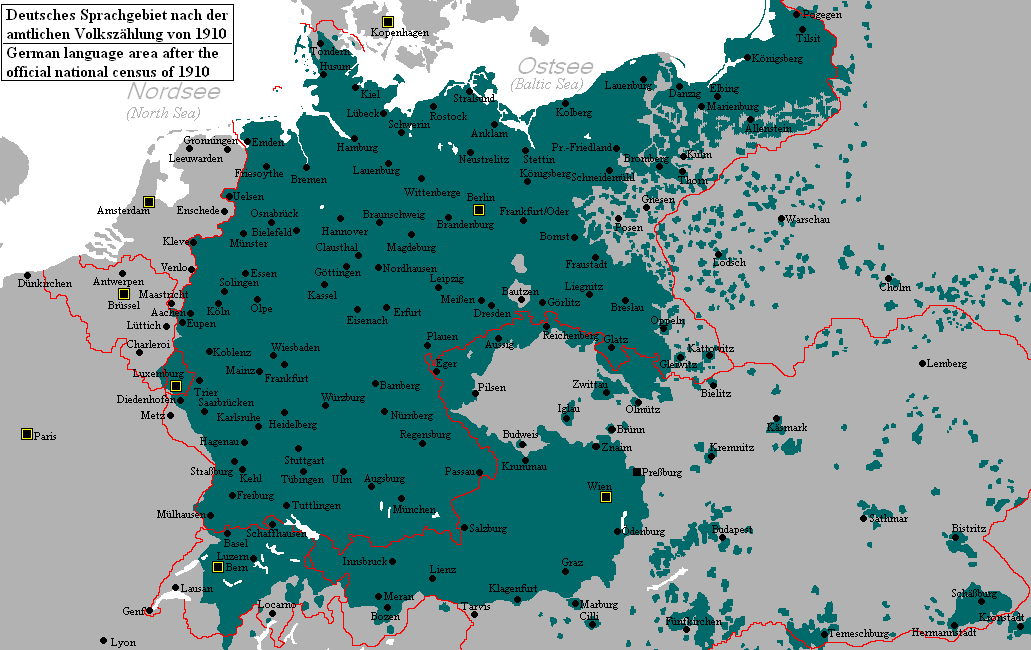
Historické německé osídlení v roce 1910

### Nositelé Nobelovy ceny
Nobelovu cenu za fyziku získali Peter Grünberg, Theodor W. Hänsch, Wolfgang Ketterle, Herbert Kroemer, Horst L. Störmer, Hans Georg Dehmelt, Wolfgang Paul, Jack Steinberger, Johannes Georg Bednorz, Ernst Ruska, Gerd Binnig, Klaus von Klitzing, Arno Allan Penzias, Hans Bethe, Maria Göppert-Mayerová, J. Hans D. Jensen, Rudolf Ludwig Mössbauer, Max Born, Walther Bothe, Otto Stern, Werner Heisenberg, James Franck, Gustav Ludwig Hertz, Albert Einstein, Johannes Stark, Max Planck, Max von Laue, Wilhelm Wien, Karl Ferdinand Braun, Philipp Lenard a Wilhelm Conrad Röntgen.
Nobelovu cenu za chemii Stefan Hell, Gerhard Ertl, Johann Deisenhofer, Robert Huber, Hartmut Michel, Georg Wittig, Ernst Otto Fischer, Gerhard Herzberg, Manfred Eigen, Karl Ziegler, Hermann Staudinger, Otto Diels, Kurt Alder, Otto Hahn, Adolf Butenandt, Richard Kuhn, Carl Bosch, Friedrich Bergius, Hans Fischer, Hans von Euler-Chelpin, Adolf Otto Reinhold Windaus, Heinrich Otto Wieland, Walther Nernst, Fritz Haber, Richard Willstätter, Otto Wallach, Wilhelm Ostwald, Eduard Buchner, Adolf von Baeyer a Hermann Emil Fischer.
Za fyziologii nebo lékařství Thomas C. Südhof, Harald zur Hausen, Günter Blobel, Christiane Nüsslein-Volhardová, Bert Sakmann, Erwin Neher, Georges Jean Franz Köhler, Bernard Katz, Max Delbrück, Feodor Felix Konrad Lynen, Konrad Bloch, Werner Forssmann, Fritz Albert Lipmann, Hans Adolf Krebs, Ernst Boris Chain, Gerhard Domagk, Hans Spemann, Otto Heinrich Warburg, Otto Fritz Meyerhof, Albrecht Kossel, Paul Ehrlich, Robert Koch a Emil Adolf von Behring.

### Věda a technika
Evropskou kulturu zásadně ovlivnil vynález knihtisku Johannese Gutenberga. Heinrich Rudolf Hertz umožnil svými objevy v oblasti elektromagnetismu vznik přístrojů pro bezdrátové spojení, Carl Friedrich Gauss spolu s Wilhelmem Eduardem Weberem poté i díky tomu vynalezli elektromagnetický telegraf. Otcem moderní astronomie je Johannes Kepler. Gustav Kirchhoff byl jedním z tvůrců spektrální analýzy, která dokáže určit složení hvězd, a definoval tzv. černé těleso. Rudolf Diesel vynalezl dieslový motor, Gottlieb Daimler vysokorychlostní benzínový motor, Karl Benz první benzínový automobil. Vývoj raketové techniky zásadně ovlivnil Wernher von Braun. Alexander von Humboldt patřil k nejvýznamnějším přírodovědcům své doby a zakladatelům geografie. Základní zákony elektřiny objevil Georg Simon Ohm. William Herschel objevil infračervené záření. Revoluci v geometrii a matematice vyvolali Bernhard Riemann a Georg Cantor. Významným matematikem byl i Carl Gustav Jacob Jacobi, David Hilbert, Leopold Kronecker nebo Hermann Weyl. Evoluční teorii rozvíjel Ernst Haeckel, ve 20. století Ernst Mayr. Významnou teorii o vzniku tornád předložil meteorolog a geolog Alfred Wegener. Daniel Gabriel Fahrenheit proslul výzkumem tepla. Robert Wilhelm Bunsen vynálezem řady laboratorních přístrojů. Friedrich Wöhler syntézou močoviny. Klíčovou postavou fyziky 19. století byl Hermann von Helmholtz. Rudolf Clausius byl zakladatelem termodynamiky. Justus von Liebig založil výrobu průmyslových hnojiv. Heinrich Wilhelm Olbers byl významný astronom, jehož teorii o zaniklé planetě Phaeton v naší sluneční soustavě už vyznává málokdo, ale jeho Olbersův paradox zásadně ovlivnil moderní kosmologii. Průkopníkem informatiky byl Konrád Zuse. Nicolaus Otto vynalezl Ottův motor. Emmy Noetherová byla nejlepší matematičkou své doby, teorii čísel i matematickou statistiku ovlivnil Johann Peter Gustav Lejeune Dirichlet, Richard Dedekind zkonstruoval množinu reálných čísel, Felix Klein revolučním způsobem počal propojovat geometrii s algebrou, za otce moderní matematické analýzy je označován Karl Weierstrass. Ernst Karl Abbe, Carl Zeiss a Joseph von Fraunhofer založili moderní optiku. Friedrich Wilhelm Bessel jako první změřil paralaxu hvězdy a spočítal její vzdálenost od země. Georgius Agricola je vnímán jako zakladatel mineralogie. Otto von Guericke vynalezl vývěvu. Friedrich August Kekulé popsal zákonitosti řetězení uhlíku. Johann Gottfried Galle objevil planetu Neptun. August Ferdinand Möbius je zakladatelem topologie. Výzkum buněk významně posunuli kupředu Rudolf Virchow a Matthias Jacob Schleiden. Samuel Hahnemann založil stále diskutovanou homeopatii. Za praotce kvantové fyziky lze označit Arnolda Sommerfelda. Johannes Wilhelm Geiger sestrojil první měřič radioaktivity. Průkopníkem astrofotografie byl Max Wolf. Emile Berliner vynalezl mikrofon a gramofon. Významným kartografem byl Martin Waldseemüller, všestranností vpravdě renesanční vynikl jezuitský učenec Athanasius Kircher. Fyzik Karl Schwarzschild sehrál roli ve vývoji obecné teorie relativity. Theodor Schwann zavedl pojem metabolismus.
Jako konstruktér vzducholodí vynikl Ferdinand von Zeppelin, jako automobilový konstruktér z Čech Ferdinand Porsche. Německý průmysl zásadně pozdvihl též Ernst Werner von Siemens. V Německu se narodil i židovský zakladatel americké firmy na výrobu džín Levi Strauss. Otto Lilienthal byl průkopníkem letectví.

### Filosofie
V oblasti humanitních a sociálních věd se Němci výrazně prosazovali zejména ve filozofii. Představitelem metafyziky byl Mistr Eckhart. Největším německým scholastikem byl Albert Veliký. Renesančním myslitelem Mikuláš Kusánský. Gottfried Wilhelm Leibniz představil klasickou ontologii, na niž bylo zhusta reagováno. Paul Heinrich Dietrich von Holbach je klasikem filozofického materialismu a ateismu. Vrcholnou érou německé filozofie však bylo 18. a 19. století: Immanuel Kant, Friedrich Nietzsche, Georg Wilhelm Friedrich Hegel, Arthur Schopenhauer, Johann Gottlieb Fichte, Ludwig Feuerbach, Johann Gottfried Herder, Gottlob Frege, Friedrich Wilhelm Joseph Schelling, Max Stirner nebo Wilhelm Dilthey patřili k největším filozofům své doby. Významnými teoretiky socialismu byli Karl Marx, Friedrich Engels, Ferdinand Lassalle, Eduard Bernstein a Rosa Luxemburgová. Ve 20. století byla nejvýznamnější školou fenomenologie, kterou reprezentovali Martin Heidegger, Edmund Husserl (lze ho ovšem také považovat za Rakušana, neřkuli za Čecha), Max Scheler či Hannah Arendtová, a tzv. Frankurtská škola, kterou představovali Jürgen Habermas, Theodor Adorno, Erich Fromm, Walter Benjamin, Herbert Marcuse a Max Horkheimer. K existencialistům patřil Karl Jaspers, k hermeneutice Hans-Georg Gadamer, k analytické filozofii Rudolf Carnap. K nejvýznamnějším sociologům světa patří Max Weber, Ferdinand Tönnies a Georg Simmel. Zakladatelem moderní psychologie je Wilhelm Wundt, psychologii národů se pokusil rozvinout Erik Erikson. Nobelovu cenu za ekonomiku získali Reinhard Selten a Wassily Leontief. Franz Boas je jedním z nejdůležitějších kulturních antropologů 20. století. Archeolog Heinrich Schliemann proslul jako objevitel antické Tróje. Leopold von Ranke byl zakladatelem německé historiografie, historik Oswald Spengler proslul svou knihou Zánik Západu. K zakladatelům indologie patřil Friedrich Max Müller. Za nejvýznamnějšího teoretika války je považován Carl von Clausewitz.

### Hudba
Za Němce původem lze považovat Wolfganga Amadea Mozarta, byť se narodil v Rakousku a Rakušané ho striktně označují za Rakušana. Národnost je však jasná u dalších tří velikánů světové hudby: Ludwiga van Beethovena, Johanna Sebastiana Bacha a Richarda Wagnera. Ke klasikům je řazen i Georg Friedrich Händel, Johannes Brahms, Felix Mendelssohn-Bartholdy, Robert Schumann, Carl Maria von Weber a Richard Strauss. Německou hudbu silně ovlivnili i Christoph Willibald Gluck, Georg Philipp Telemann, Carl Orff, Carl Philipp Emanuel Bach, Dietrich Buxtehude, Paul Hindemith, Giacomo Meyerbeer, Kurt Weill, Heinrich Schütz nebo Max Bruch. Karlheinz Stockhausen se proslavil jako experimentátor a průkopník elektronické hudby. Filmovou hudbou proslul Hans Zimmer (Lví král, Piráti z Karibiku, Gladiátor aj.). Z interpretů vynikli pianistka Clara Schumannová či varhaník Johann Pachelbel. V populární hudbě se prosadili producent a skladatel Dieter Bohlen, mj. lídr skupiny Modern Talking nebo skupina Rammstein s Till Lindemannem v čele.

### Výtvarné umění a architektura
Nejslavnějším německým malířem je Albrecht Dürer. Dürerem byl silně inspirován i dřevorytec Hans Holbein mladší. V éře romantismu se prosadil Caspar David Friedrich. Významným renesančním malířem byl Lucas Cranach starší. Ten je někdy řazen k tzv. dunajské škole, k níž patří i Albrecht Altdorfer. K renesanci náleží i Matthias Grünewald. Významným dřevorytcem 19. století byl Wilhelm Busch. Maria Sibylla Merianová proslula kresbami hmyzu, rostlin a zvířat. Výraznou osobností avantgardy byl Max Ernst, expresionisté Franz Marc, Ernst Ludwig Kirchner a Käthe Kollwitzová. Svými karikaturami prosluli George Grosz či Otto Dix. Nejslavnějšími sochaři jsou Hans Arp a Joseph Beuys.
Klíčovými reprezentanty modernismu v architektuře jsou Ludwig Mies van der Rohe a Walter Gropius, zakladatel proslulé školy Bauhaus. Významným architektem neoklasicismu byl Karl Friedrich Schinkel. Nositeli prestižní Pritzkerovy ceny se stali Gottfried Böhm a Frei Paul Otto.

### Kinematografie
Klasikem německého filmu je režisér Friedrich Wilhelm Murnau, tvůrce klasického snímku Nosferatu. Slavnou filmovou režisérkou byla i Leni Riefenstahlová. Klíčovými postavami poválečného německého filmu byli Wim Wenders, Werner Herzog, Volker Schlöndorff, Margarethe von Trotta či Rainer Werner Fassbinder. V Hollywoodu se prosadil Roland Emmerich. Nejslavnějšími německými herci jsou Marlene Dietrichová, Heinz Rühmann, Mario Adorf, Klaus Kinski a jeho dcera Nastassja Kinski, Götz George a Horst Buchholz. 

### Politika a náboženství
Jednu z největších náboženských revolucí v dějinách Evropy přinesl Martin Luther. Jeho blízkým spolupracovníkem byl Philipp Melanchthon. Nejznámější středověkou německou mystičkou byla Hildegarda z Bingenu. Dietrich Bonhoeffer je nejvýznamnějším protestantským teologem 20. století. Za klíčovou katolickou myslitelku 20. století je považována Terezie Benedikta od Kříže. Nobelovu cenu míru získali Willy Brandt, Albert Schweitzer, Carl von Ossietzky, Ludwig Quidde a Gustav Stresemann. Bojovnicí za práva žen a zakladatelkou mezinárodního dne žen byla Clara Zetkinová. Sophie Schollová patří k nejuctívanějším bojovníkům proti nacismu.

### Sport
K nejslavnějším německým fotbalistům patří Franz Beckenbauer, Gerd Müller a Jürgen Klinsmann, k tenistům Steffi Grafová a Boris Becker. Legendárním pilotem formule 1 je Michael Schumacher, dále také Sebastian Vettel, šachistou Emanuel Lasker. Nejslavnějším německým basketbalistou je Dirk Nowitzki.
V modelingu se prosadily Heidi Klumová a Claudia Schifferová, jako módní návrhář proslul Karl Lagerfeld.

### Dlouhověkost
Nejdéle žijící Němka byla Augusta Holtzová, která se jako první člověk na světě dožila ověřeně 115 let. Do roku 1990 byla nejstarší osobou světa, dokud ji nepředběhla Jeanne Louise Calmentová.